# Agenzia dell'Unione europea per la cibersicurezza
L'Agenzia dell'Unione europea per la cibersicurezza (acron. ufficiale "ENISA", dal nome originale inglese European Network and Information Security Agency), è una delle agenzie dell'Unione europea e si occupa di cibersicurezza. Ha sede ad Atene, con un secondo ufficio a Candia, sull'isola di Creta (Grecia).
Chiamata originariamente Agenzia europea per la sicurezza delle reti e dell'informazione, ha assunto il nome attuale il 28 giugno 2019 con il Regolamento UE 2019/881.

## Storia
Creata nel 2004 dal Regolamento 460/2004 è pienamente operativa dal 1º settembre 2005.
Il primo Direttore Esecutivo è stato Andrea Pirotti, sostituito, dopo i 5 anni di mandato, dal tedesco Udo Helmbrecht il 16 ottobre 2009. Dall'ottobre 2019 il direttore è l'estone Juhan Lepassaar.

## Missione
La missione di ENISA è migliorare la sicurezza informatica e delle reti di telecomunicazioni dell'Unione europea. L'agenzia deve contribuire allo sviluppo della cultura della sicurezza delle informazioni e delle reti a beneficio dei cittadini, dei consumatori, delle imprese e del settore pubblico europei e, di conseguenza, favorire lo sviluppo del mercato interno dell'Unione stessa.
ENISA assiste la Commissione europea, gli stati membri e, di conseguenza, la comunità economica e di business nel comprendere e raggiungere i requisiti di sicurezza anche nella prospettiva delle norme comunitarie presenti e future. ENISA infine rappresenta un centro di competenza sia per gli stati membri sia per le istituzioni EU per tutte le problematiche relative alla sicurezza delle informazioni e delle reti.
L'agenzia gestisce inoltre lo European Vulnerability Database (EUVD), una raccolta di vulnerabilità e falle di sicurezza note pubblicamente.

## Organizzazione
ENISA è guidata dal Direttore Esecutivo e ha un personale di circa 110 persone.
L'agenzia è supervisionata da un Consiglio di Amministrazione (Management Board), composto dai rappresentanti degli stati membri UE, della Commissione e degli altri portatori d'interessi.
Esiste inoltre un Permanent Stakeholders Group (PSG) di ausilio al Direttore Esecutivo. Il PSG è composto da esperti che rappresentano gli stakeholder come le principali imprese di informatica e telecomunicazioni, le associazioni dei consumatori e gli esperti di università.

### Direttori
- Andrea Pirotti (Italia) ottobre 2004 - ottobre 2009
- Udo Helmbrecht (Germania) ottobre 2009 - ottobre 2019
- Juhan Lepassaar (Estonia) da ottobre 2019